# 千虎珍
千虎珍（1960年9月9日—），韓國男演員。名字上常被音譯為「千浩鎮」或「千浩振」。

## 演出作品

### 電視劇

#### 1980年代
- 1988年：KBS《哇哇嘿 哇哇嘿》

#### 1990年代
- 1990－1998年：KBS《棗樹掛愛》
- 1991年：KBS《秋花冬木》
- 1991年：KBS《附近的山谷》
- 1992年：KBS《黑色的自畫像》
- 1993年：KBS《往十里》
- 1994年：KBS《尋找掩藏的圖片》
- 1994年：KBS《愛全為你》
- 1996年：SBS《愛的名字》
- 1997年：SBS《天橋風雲》
- 1998年：SBS《三金時代》
- 1998年：MBC《與敵人居住在一起》

#### 2000年代
- 2000年：KBS《小蓋子》飾演 趙東哲
- 2001年：KBS《純情》飾演 車班長
- 2005年：SBS《三葉草》飾演 朴根浩
- 2006年：KBS《雪之女王》飾演 寶拉父
- 2007年：MBC《宮S》（客串）
- 2009年：MBC《一枝梅歸來》（客串）
- 2009年：MBC《做得好 做的妙》飾演 韓向勳
- 2009年：SBS《你笑了》飾演 姜尚勳
- 2009年：SBS《聖誕會下雪嗎》飾演 韓俊秀

#### 2010年代
- 2010年：MBC《同伊》飾演 崔孝元
- 2010年：KBS《九尾狐的復仇》飾演 萬仙
- 2011年：SBS《天堂牧場》飾演 李億守
- 2011年：SBS《Midas》飾演 崔國奐
- 2011年：SBS《城市獵人》飾演 崔應燦
- 2011年：MBC《愛情萬萬歲》飾演 姜亨道
- 2011年：CSTV《拯救高奉實歐巴桑》飾演 大衛·金
- 2012年：MBC《武神》飾演 李奎報
- 2012年：KBS《新娘面具》飾演 木村太郎
- 2012年：KBS《我女兒書英》飾演 李三在
- 2013年：SBS《我戀愛的一切》飾演 高大龍
- 2013年：SBS《醜八怪警報》飾演 羅日平
- 2013年：KBS《Good Doctor》飾演 崔佑碩
- 2013年：MBC《Two Weeks》飾演 韓治國
- 2014年：JTBC《山蒜醬湯：12年後的重逢》飾演 柳政寒
- 2014年：SBS《異鄉人醫生》飾演 張席柱
- 2015年：KBS《青鳥之家》飾演 張泰洙
- 2015年：SBS《六龍飛天》飾演 李成桂
- 2016年：KBS《雲畫的月光》飾演 金憲
- 2017年：tvN《芝加哥打字機》飾演 白濤河
- 2017年：JTBC《Man to Man》飾演 白仁守
- 2017年：KBS《我的黃金光輝人生》飾演 徐太修
- 2018年：JTBC《Life》飾演 李寶勛
- 2018年：SBS《福秀回來了》飾演 朴東俊
- 2019年：OCN《救救我2》飾演崔江錫
- 2020年：KBS《結過一次了》飾演 宋英達
- 2021年：JTBC《怪物》飾演 南尚培
- 2021年：tvN《The Road：1的悲劇》飾演 徐起泰
- 2022年：JTBC《我的出走日記》飾演 廉濟浩
- 2023年：MBC《朝鮮律師》飾演 柳濟世
- 2023年：tvN《閃亮的西瓜》飾演 崔炫（60多歲時期）（特別出演）
- 2023年：MBC《烈女朴氏契約結婚傳》飾演 姜尚模
- 2025年：JTBC《比天堂還美麗》飾演 中心主任／閻羅王

### 電影

#### 2000年代
- 2002年：《2009失去的記憶》
- 2003年：《雙重間諜》
- 2004年：《馬粥街殘酷史》
- 2004年：《漢城大劫案》
- 2004年：《狼的誘惑》
- 2004年：《人形師》
- 2005年：《我一生最美麗的一周》
- 2005年：《哭泣的拳頭》
- 2005年：《血之淚》
- 2006年：《雛菊》
- 2006年：《吸血刑警羅道烈》
- 2006年：《卑劣的街頭》
- 2006年：《街頭劇場》
- 2007年：《難道不好嗎》
- 2007年：《劈腿女王》
- 2008年：《GP506》
- 2009年：《像火花像蝴蝶》

#### 2010年代
- 2010年：《看見惡魔》
- 2010年：《仇殺病房》
- 2010年：《神鬼交易》
- 2010年：《尋找完美先生》
- 2011年：《登陸之日》
- 2012年：《鄰居》
- 2013年：《肚臍》
- 2014年：《白專家》
- 2015年：《姦臣：色誘天下》
- 2015年：《辣手警探》
- 2015年：《退魔：巫女窟》
- 2016年：《Broker》
- 2017年：《Lucid Dream》
- 2017年：《一定要抓住》

## 獲獎
- 1992年：第28屆百想藝術大獎－TV部門 男子新人演技獎（棗樹掛愛）
- 2017年：KBS演技大獎－大獎（我的黃金光輝人生）
- 2020年：KBS演技大獎－大獎（結過一次了）

## 外部連結
- 千虎珍在NAVER上的资料
- 千虎珍在互联网电影资料库（IMDb）上的資料（英文）
- 千虎珍在韩国电影数据库（KMDb）上的資料（韓語）